# Gertrude Elizabeth Margaret Anscombe
Gertrude Elizabeth Margaret Anscombe, conosciuta anche come G.E.M. Anscombe o Elizabeth Anscombe (Limerick, 19 marzo 1919 – Cambridge, 5 gennaio 2001), è stata una filosofa britannica.
Allieva e amica di Ludwig Wittgenstein, che la nominò come uno dei tre esecutori testamentari dei suoi scritti, è diventata un'autorità nel campo di studio di questo filosofo, di cui ha pubblicato e tradotto gran parte delle opere, in particolare le Ricerche filosofiche.
Nei suoi scritti ha trattato di filosofia della mente, filosofia dell'azione, logica filosofica, filosofia del linguaggio ed etica.
Il suo articolo del 1958 Modern Moral Philosophy ha introdotto il concetto di consequenzialismo nel linguaggio della filosofia analitica e, insieme ad altri articoli successivi, ha avuto un'influenza fondamentale nel dibattito contemporaneo sulla concezione etica della virtù, sottolineando l'importanza della riflessione etica di Aristotele e soprattutto di Tommaso d'Aquino.
Il suo testo monografico Intenzione viene generalmente considerato come il suo lavoro più importante e influente, tanto da potersi affermare che è da questo lavoro che ha preso slancio il continuato interesse filosofico per i concetti di intenzione, azione e ragionamento pratico.
Fu maestra di Philippa Ruth Foot.

## La vita
G. E. M. Anscombe nacque a Limerick, in Irlanda, dove il padre, Alan Wells Anscombe, ufficiale dell'esercito inglese, era di stanza con la moglie Gertrude Elizabeth Anscombe.
Si diplomò nel 1937 presso la Sydenham High School per poi intraprendere gli studi in materie classiche, storia antica e filosofia  presso il St Hugh's College dell'Università di Oxford dove si laureò con lode nel 1941. Durante gli studi universitari si convertì al cattolicesimo, rimanendo una fervente devota per tutto il resto della sua vita. Fu oggetto di controversie per la sua opposizione all'ingresso del Regno Unito nella seconda guerra mondiale, nonostante fosse figlia di un ufficiale e avesse un fratello sotto le armi.
Si sposò con Peter Geach, anch'egli valente filosofo allievo di Wittgenstein e convertito al cattolicesimo, con cui ebbe sette figli, tre maschi e quattro femmine.
Dopo la laurea, fra il 1942 e il 1945 Anscombe ottenne un incarico come ricercatrice presso il Newnham College dell'Università di Cambridge, con l'obiettivo di assistere alle lezioni di Ludwig Wittgenstein. Il suo interesse verso l'opera del filosofo risaliva già ai tempi degli studi universitari quando lesse il Tractatus Logico-Philosophicus. Lei stessa dichiarò che l'idea di studiare direttamente con Wittgenstein le venne non appena aprì il testo e lesse il paragrafo 5.53, "Identità di oggetto espressa come identità di segno e non usando un segno per l'identità. Differenza di oggetti espressa da differenza di segni".  Divenne una studentessa entusiasta, intuendo che il metodo terapeutico di Wittgenstein riusciva a liberarla dalle difficoltà filosofiche in un modo non possibile per la formazione tradizionale della filosofia sistematica. Come ebbe modo di scrivere lei stessa :
Alla scadenza dell'incarico a Cambridge, vinse un altro incarico di ricercatrice presso il Somerville College di Oxford, ma nell'anno accademico 1946-47 continuò a frequentare Cambridge una volta alla settimana, insieme al suo studente W. A. Hijab, per assistere alle lezioni di Wittgenstein sulla filosofia della religione. Divenne una delle allieve preferite di Wittgenstein e ne conquistò anche l'amicizia . Facendo eccezione alla sua diffidenza verso le donne accademiche, Wittgenstein si riferiva a lei in modo affettuoso chiamandola "vecchietto". Dimostrò la sua fiducia nelle capacità di Anscombe nel comprendere il suo punto di vista scegliendola come traduttrice per le sue Ricerche filosofiche ancor prima che imparasse il tedesco, motivo per cui le organizzò una permanenza a Vienna.
Anche dopo il 1947 Anscombe continuò a incontrare frequentemente Wittgenstein fino ad aprile 1951, quando, sul letto di morte, il filosofo la nominò curatore dell'opera postuma, insieme a Rush Rhees e Georg Henrik von Wright. Dopo la morte del filosofo, Anscombe divenne responsabile dell'edizione, traduzione e pubblicazione di molti manoscritti e appunti di Wittgenstein.
Anscombe rimase al Somerville College dal 1946 fino al 1970. Era nota per la sua determinazione nell'affrontare controversie pubbliche in nome della sua fede cattolica. Nel 1956, come ricercatrice dell'Università di Oxford, protestò contro la decisione di conferire la laurea honoris causa al presidente degli Stati Uniti Harry Truman, accusandolo di strage per aver autorizzato l'impiego della bomba atomica su Hiroshima e Nagasaki.
Negli anni sessanta e all'inizio degli anni settanta i suoi articoli a difesa della Chiesa cattolica contro i contraccettivi provocarono reazioni scandalizzate tra i suoi colleghi filosofi più liberali. Qualche anno più tardi, venne pure arrestata in due occasioni mentre protestava contro l'aborto davanti a un ospedale inglese, dopo la legalizzazione, sia pure con restrizioni, dell'interruzione di gravidanza.
Nel 1970, l'Università di Cambridge le offrì la cattedra presso la Facoltà di Filosofia, ruolo che Anscombe ricoprì fino al pensionamento nel 1986.
Nei suoi ultimi anni, soffrì di problemi cardiaci e nel 1996 rischiò la vita in un incidente stradale. Trascorse l'ultimo periodo della sua vita a Cambridge, prendendosi cura della sua famiglia, e ivi morì il 5 gennaio 2001, all'età di 81 anni, circondata dal marito e da quattro dei suoi sette figli.

## La disputa con Clive Staples Lewis
Ancora da giovane universitaria, Anscombe acquisì la fama di grande argomentatrice. Nel 1948, durante un incontro del Club Socratico di Oxford, presentò un documento con cui metteva in discussione la tesi di Clive Staples Lewis secondo la quale il naturalismo era auto-confutante (come espresso nel terzo capitolo dell'edizione originale del suo libro Miracles). Secondo due sostenitori di Lewis, George Sayer e Derek Brewer, le argomentazioni di Anscombe furono così schiaccianti che Lewis, umiliato per l'esito della disputa, abbandonò definitivamente la saggistica filosofica e teologica per dedicarsi interamente alla letteratura religiosa e per l'infanzia.
Tuttavia, la stessa Anscombe dà una versione molto differente sulle conseguenze della disputa:
In effetti, in seguito al riesame dei punti deboli evidenziati da Anscombe, per le edizioni successive di Miracles Lewis riscrisse completamente il capitolo.

## Pensiero e opere

### Su Wittgenstein
I lavori più spesso citati di Anscombe sono le traduzioni, le edizioni e i commenti sui lavori del suo maestro  Ludwig Wittgenstein.  Nel 1959 scrisse un'introduzione al Tractatus Logico-Philosophicus di Wittgenstein, opera del 1921, che mise in evidenza l'importanza di Gottlob Frege per il pensiero di Wittgenstein e, in parte su tale base, attaccò l'interpretazione neopositivista dell'opera.
Nel 1953 fu coeditrice con Rush Rees del secondo libro postumo di Wittgenstein, le Ricerche filosofiche (Philosophische Untersuchungen / Philosophical Investigations).  La sua traduzione del testo in lingua inglese uscì contemporaneamente al testo originale e divenne subito uno standard.
Curò inoltre l'edizione o la riedizione di diversi volumi di appunti scelti, traducendone alcuni in inglese come nel caso di Osservazioni sui fondamenti della matematica (Bemerkungen über die Grundlagen der Mathematik / Remarks on the Foundations of Mathematics, 1956).

### Intenzione
Il suo lavoro più importante è senza dubbio la monografia Intenzione (Intention, 1957), il cui obiettivo  
è mettere in chiaro il carattere dell'azione e della volontà umana. Anscombe approccia il soggetto tramite il concetto di intenzione, che, come fa notare, si presenta nel linguaggio sotto tre modi distinti:
| Sta facendo X intenzionalmente                                                 | azione intenzionale                                                                                        |
| Sta facendo X con l'intenzione di fare Y oppure Sta facendo X in funzione di Y | intenzione tramite cui oppure ulteriore intenzione nell'azione                                             |
| Ha intenzione di fare Y oppure Ha espresso l'intenzione di fare Y              | espressione di intenzione per il futuro (concetto più tardi denominato intenzione pura da Donald Davidson) |

Anscombe indica che  questi tre modi del concetto devono essere collegati da un vero valore, anche se altri studiosi dell'intenzione hanno successivamente negato questo assunto e discusso alcuni dei presupposti del primo e del terzo modo. Rimane il fatto che è il secondo modo quello cruciale per l'obiettivo principale di Anscombe, ossia capire in quale modo il pensiero, la comprensione e la concettualizzazione si rapportano agli "eventi della vita di un uomo" e agli accadimenti a cui essa è soggetta.
Invece che tentare di definire le intenzioni in modo astratto partendo dall'azione, dando così priorità al terzo modo, Anscombe parte dal concetto di un'azione intenzionale e questo si collega subito al secondo modo. Ella afferma che un essere umano si trova di fronte a un'azione intenzionale se la domanda "Perché?", assunta in una certa accezione ed evidentemente concepita come indirizzata a se stesso, trova un'applicazione . Un agente può rispondere alla domanda "perché?" fornendo una motivazione o uno scopo alla sua azione. "Per fare Y" o "perché voglio fare Y" è la risposta più tipica a questo tipo di "perché?". Anche se non è l'unica risposta possibile, è quella cruciale per trasformare un fenomeno generico in un fenomeno tipico della vita di un uomo . La risposta dell'agente aiuta quindi a fornire la descrizione sotto cui l'azione è intenzionale.
Anscombe fu la prima ad asserire chiaramente che le azioni sono intenzionali solo sotto certe descrizioni e non sotto altre. Nel suo famoso esempio, un'azione umana, come muovere un braccio su e giù mentre si afferra una leva, si può considerare intenzionale sotto una descrizione come 'pompare acqua' ma non sotto altre descrizioni come 'contrarre certi muscoli', 'compiere un movimento ritmico' e così via. Questo approccio all'azione influenzò le teorie di Donald Davidson, sebbene questi proseguì in direzione di una teoria causale dell'azione che Anscombe non accettò mai .
Intention (1957) è anche la fonte classica dell'idea che esiste una differenza nella direzione di adattamento tra gli stati cognitivi come la convinzione e gli stati conativi come il desiderio. Gli stati cognitivi descrivono il mondo e derivano in modo causale dai fatti o dagli oggetti che essi raffigurano. Gli stati conativi non descrivono il mondo ma si prefiggono determinarlo in qualche modo. Per illustrare la differenza, Anscombe porta come esempio una lista della spesa. La lista può essere vista come un semplice resoconto di quello che si è acquistato, agendo così come uno stato cognitivo, oppure può indicare quello che una persona dovrà comprare, rappresentando un ordine o un desiderio e agendo in questo modo come uno stato conativo. Se poi la persona non compra quello che c'è scritto, non si può dire che è la lista ad essere falsa o sbagliata, semmai che l'errore sta nell'azione e non nella convinzione.  Secondo Anscombe, questa differenza nella direzione di corrispondenza è una delle diversità principali tra la conoscenza speculativo (teorica ed empirica) e la conoscenza pratica (conoscenza di azioni e morali). Mentre la 'conoscenza speculativa' è un 'derivato degli oggetti conosciuti', la conoscenza pratica, secondo una frase che Anscombe ha ripreso da Tommaso d'Aquino, è 'la causa di ciò che essa comprende'.

### Etica
Anscombe portò un contributo importante nell'etica e nella metafisica. È sua la creazione del termine "consequenzialismo".  Nel suo articolo-saggio del 1958 Modern Moral Philosophy, scrisse:

### Fatti bruti e fatti istituzionali
Anscombe coniò anche l'espressione "fatti bruti" in opposizione ai fatti costituiti in presenza delle istituzioni opportune, denominati in seguito "fatti istituzionali". Secondo il suo punto di vista, di nessun fatto bruto xyz si può dire che implica un fatto istituzionale A, se non sotto la condizione "in circostanze normali", per cui "non si possono menzionare tutte le cose che non sono state, che avrebbero portato a delle differenze se fossero state". Questo termine ebbe un ruolo primario nella filosofia di John Searle sugli atti linguistici e la realtà istituzionale.

### La prima persona
Il suo scritto La prima persona (The First Person) approfondisce alcuni commenti di Wittgenstein, giungendo alla notoria conclusione che il pronome della prima persona, "io", non si riferisce a nulla (per esempio, nemmeno a chi sta parlando). Questa conclusione è stata accettata da pochi, sebbene sia stata ripresa successivamente e in una forma più radicale da David Lewis, ma lo scritto rappresentò un importante contributo per il lavoro sugli indicatori (indexical) e l'auto-consapevolezza portato avanti da filosofi assai diversi tra loro, come John Perry, Peter Strawson, David Kaplan, Gareth Evans e John McDowell.

### Opere
- Intention (1957), ISBN 978-0674003996
- Modern Moral Philosophy, articolo pubblicato su Philosophy, vol. 33, num. 124 (gennaio 1958)
- An Introduction to Wittgenstein's Tractatus (1959), ISBN 978-1890318543
- Three Philosophers (1961), con Peter Geach, su Aristotele, Tommaso d'Aquino e Gottlob Frege
- Causality and Determination (1971), ISBN 0-521-08304-4
- Times, Beginnings and Causes (1975), ISBN 0-19-725712-7
- The Collected Philosophical Papers of G. E. M. Anscombe (3 volumi, 1981):
  1. From Parmenides to Wittgenstein, ISBN 0-631-12922-7
  2. Metaphysics and the Philosophy of Mind, ISBN 0-631-12932-4
  3. Ethics, Religion and Politics, ISBN 0-631-12942-1
- (EN) On Transubstantiation, su secondspring.co.uk. URL consultato il 16 aprile 2009 (archiviato dall'url originale il 12 agosto 2007).
- (EN) The First Person, su mind.ucsd.edu. URL consultato il 16 aprile 2009 (archiviato dall'url originale il 13 giugno 2007).

Testi pubblicati postumi:
- Human Life, Action and Ethics: Essays (archiviato dall'url originale il 2 luglio 2016). (2005), ISBN 1-84540-013-5, considerato come il quarto volume de The Collected Philosophical Papers
- La filosofia analitica y la espiritualidad del hombre (PDF). URL consultato l'11 febbraio 2020 (archiviato dall'url originale il 17 novembre 2010). (2005), ISBN 84-313-2245-4, pubblicato in spagnolo include scritti mai pubblicati in lingua inglese
- Faith in a Hard Ground. Essays on Religion, Philosophy and Ethics (archiviato dall'url originale il 13 maggio 2016). (2008) ISBN 978-1845401214

Traduzioni italianeː
- Intenzione, Edusc - Armando, Roma 2004.
- Scritti di etica, con un saggio di Peter Geach, a cura di S. Cremaschi, Morcelliana Editrice, Brescia 2022.